# Cesáreo Onzari
Cesáreo Juan Onzari (Buenos Aires, 22 febbraio 1903 – Buenos Aires, 7 gennaio 1964) è stato un calciatore argentino, di ruolo attaccante.

## Caratteristiche tecniche
Giocava come ala sinistra. Dotato di grande rapidità, era capace d'effettuare precisi cross dalla sua fascia. Quando non assisteva i compagni, era in grado di concludere a rete con sicurezza, grazie alla sua perizia nel tiro; le sue abilità nel dribbling lo aiutavano a eludere la marcatura del mediano deputato a controllarlo.

## Carriera

### Club
Onzari iniziò la propria carriera nello Sportivo Boedo; nel 1920 passò al General Mitre, club in cui militava, tra gli altri, anche Luis Monti. La società fu esclusa dalla Asociación Amateurs de Football e Onzari si trasferì dunque all'Huracán. Giunto nella formazione bianco-rossa di Buenos Aires per la Copa Campeonato 1921, giocò 2 partite, segnando 1 gol, in quanto nel ruolo di ala sinistra il titolare era Francisco Marchioli. Nella stagione successiva Onzari fu tra i più impiegati, 15 presenze, e divenne il miglior marcatore del club con 8 reti. Nel campionato del 1923 Onzari assommò 28 presenze, con 10 gol: l'Huracán giunse alla finale del torneo, ma la perse contro il Boca Juniors. Nel 1924 l'ala sinistra ottenne 12 presenze e 4 reti. Nella Copa Campeonato 1925 giocò un solo incontro, giacché era stato richiesto in prestito dal Boca Juniors, che chiamò alcuni giocatori per la tournée europea in programma nella primavera del 1925. Insieme a Onzari, il Boca ottenne il prestito di altri giocatori di vaglia (tra essi Roberto Cochrane, Octavio Díaz, Manuel Seoane e Luis Vaccaro). Nella Copa Campeonato 1926, tornato all'Huracán, giocò 14 partite e segnò 7 gol. Una volta riunitesi le due federazioni calcistiche, che formarono la AAAF, si istituì un nuovo campionato: nella prima edizione di questo torneo Onzari giocò 29 gare, con 9 marcature. Nella Primera División 1928, vinta dall'Huracán, fu schierato 28 volte, e segnò 13 gol; in quegli anni fece parte d'una efficace prima linea, giocando a fianco di Adán Loizo, Juan Spósito, Guillermo Stábile e Ángel Chiesa. Durante il Concurso Estímulo 1929 Onzari presenziò in una sola occasione, alla prima giornata contro l'Atlanta. Giocò l'ultimo campionato dilettantistico nella stagione 1930, nel corso della quale fu impiegato in 27 gare, con 11 gol. Partecipò poi alla prima edizione del campionato professionistico argentino, organizzato dalla Liga Argentina de Football, ottenendo 29 presenze e segnando 6 gol. Nel 1933 si ritirò dall'attività; l'Huracán gli dedicò, in seguito, un settore della tribuna Miravé dell'Estadio Tomás Adolfo Ducó.

### Nazionale

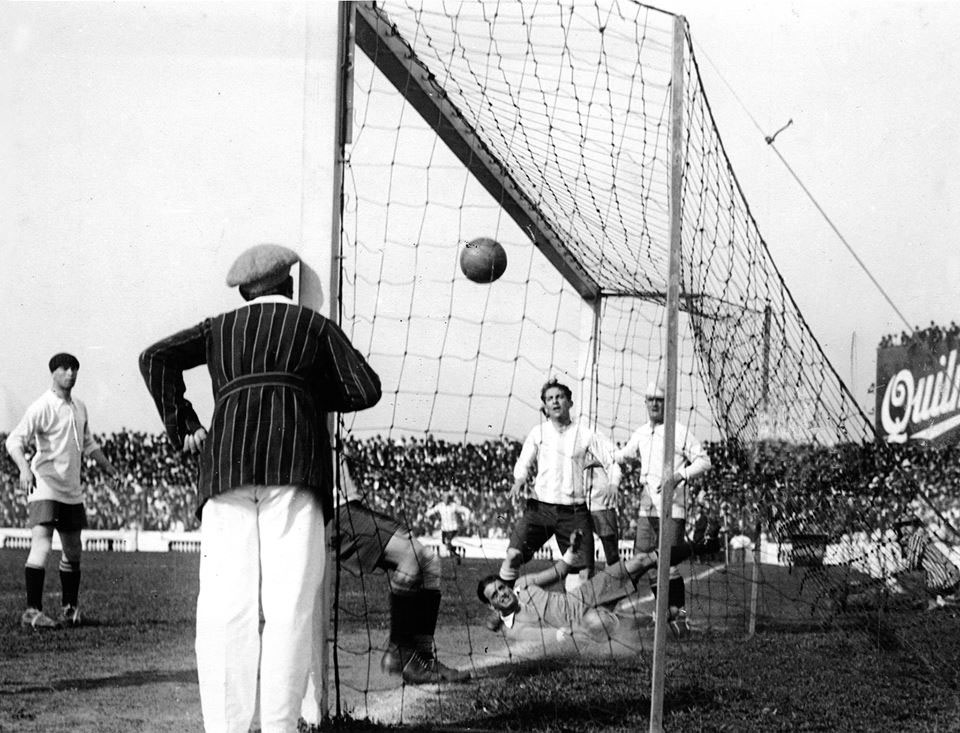
Il pallone calciato da Onzari entra in rete

Onzari debuttò in Nazionale nel 1922; fu poi convocato per il Campeonato Sudamericano de Football 1923. In tale competizione esordì il 29 ottobre contro il Paraguay, giocando da ala sinistra titolare. Giocò poi contro il Brasile il 18 novembre e con l'Uruguay il 2 dicembre, sempre nello stesso ruolo. Onzari ha legato il suo nome a un singolo episodio, avvenuto mentre vestiva la maglia della Nazionale: il 2 ottobre 1924, all'Estadio Iriarte y Luzuriaga, realizzò un gol olimpico (ovvero direttamente da calcio d'angolo), superando Andrés Mazali al 15º minuto dell'incontro con la Nazionale uruguaiana, vincitrice della medaglia d'oro a Parigi 1924 (da qui il nome gol olimpico). A rendere particolare la marcatura fu il fatto che, in precedenza, una rete del genere non sarebbe stata regolare; l'International Board aveva modificato il regolamento il 14 giugno di quell'anno. Contrariamente a quanto dicono alcune fonti, quello di Onzari non fu il primo gol realizzato da calcio d'angolo: Billy Alston ne segnò uno analogo il 21 agosto 1924, in seconda divisione scozzese. Durante il Campeonato Sudamericano de Football 1924 esordì contro il Paraguay il 12 ottobre; giocò poi contro Cile (25 ottobre) e Uruguay (2 novembre).

## Palmarès

### Club

#### Competizioni nazionali
- Copa Campeonato: 3

Huracán: 1921, 1922, 1925
- Copa Ibarguren: 1

Huracán: 1925
- Primera División (AAAF): 1

Huracán: 1928

### Videografia
- Federico Ferri, Federico Buffa, Storie Mondiali: Il grande Uruguay (1930), Sky Sport, 2014.
- Federico Ferri e Federico Buffa, Storie di Campioni - Buffa Racconta: Alfredo Di Stéfano, Sky Sport, 2015.